# Papa ou Maman
Papa ou Maman  è un film del 2015 diretto da Martin Bourboulon e sceneggiato da Matthieu Delaporte e Alexandre de La Patellière, con protagonisti Marina Foïs e Laurent Lafitte.

## Trama
Vincent e Florence, genitori dei piccoli Mathias, Emma e Julien, stanno divorziando. Ognuno è determinato ad ottenere l'affidamento dei figli per sé... finché entrambi non ricevono l'offerta di lavoro dei loro sogni, a patto di doversi trasferire dall'altra parte del mondo, senza bambini di sorta. Comincia tra i due una lotta senza esclusione di colpi per dimostrarsi indegni della custodia genitoriale.

## Accoglienza
Il film è stato un notevole successo commerciale, totalizzando oltre tre milioni di spettatori in Francia, per l'equivalente di 19,9 milioni di dollari statunitensi di incasso. È risultato il 14º film più visto dell'anno in Francia, davanti a blockbuster americani come Mad Max: Fury Road e Spectre.

## Sequel
Il film ha avuto un seguito nel 2016, Papa ou Maman 2, con lo stesso cast e team creativo.

## Remake
Diversi Paesi europei hanno realizzato dei rifacimenti del film:
- Schatz, nimm du sie!, 2017, Germania
- Mamma o papà?, 2018, Italia, con Paola Cortellesi e Antonio Albanese
- Mamá o papá, 2021, Spagna, con Paco León e Miren Ibarguren